# Lauenbrück
Lauenbrück település Németországban, azon belül Alsó-Szászország tartományban. Lakosainak száma 2615 fő (2023. december 31.). Lauenbrück Vahlde és Scheeßel községekkel határos.

## Népesség
A település népességének változása:
| Lakosok száma | 2234 | 2276 | 2328 | 2577 | 2590 | 2615 |
|               | 2016 | 2017 | 2019 | 2021 | 2022 | 2023 |